# Friede (Wipper)
Die Friede ist ein linker, beziehungsweise nördlicher, 2,5 km langer Zufluss der Wipper in der Gemeinde Sollstedt im Landkreis Nordhausen in Thüringen (Deutschland).

## Verlauf
Die Friede entspringt in den Bleicheröder Bergen, nördlich der Gemarkung von Sollstedt. Sie wendet sich ab ihrer Quelle in südliche Richtung, fließt entlang eines Sportplatzes und der Abraumhalde Sollstedt. Nach dem Unterqueren der A 38 erreicht sie den Ort Sollstedt, tangiert das Hallenschwimmbad und fließt nun unterirdisch weiter in Richtung Wipper. An der südlichen Bebauungsgrenze der Gemeinde kommt sie wieder ans Tageslicht und mündet gut 50 m weiter bachabwärts in die Wipper.